# Jorightu Khan
Trác Lý Khắc Đồ hãn tên trước khi lên ngôi là Dã Tốc Điệt Nhi (Yesüder), là một vị khả hãn của triều đại Bắc Nguyên tại Mông Cổ sau khi triều đại nhà Nguyên đã mất quyền kiểm soát Trung Quốc vào tay nhà Minh. Hiện nay, vẫn còn nhiều tranh cãi về sự tồn tại của ông, khi một số học giả cho rằng, Dã Tốc Điệt Nhi là một hậu duệ của Ariq Böke (A Lý Bất Ca) và sau triều đại của ông còn có một vị khả hãn nữa là Engke Khan (Ân Khắc hãn). Tuy nhiên, một số học giả khác lại cho rằng, không có sự tồn tại của Ân Khắc hãn, mà chỉ duy nhất có một triều đại của Dã Tốc Điệt Nhi. Tước vị Jorightu của ông có nghĩa là "dũng cảm" trong tiếng Mông Cổ.
Ngôi vị được Dã Tốc Điệt Nhi đoạt được sau khi ông phục kích giết chết vị Khả hãn trước đó là Uskhal Khan khi ông này đang chạy trốn khỏi sự truy kích của quân đội nhà Minh. Sau khi tức vị, đế quốc Mông Cổ nhanh chóng chia rẽ và rơi vào nội loạn. Gunashiri, một hậu duệ trực hệ của khả hãn Oa Khoát Đài, đã tách ra khỏi đế chế và tự thành lập một nước nhỏ tên gọi Qara Del. Trong lúc đó, một tướng cũ khác của Uskhal Khan là Necelai đã đầu hàng nhà Minh và được vua Minh thu dụng. Triều đình nhà Minh sử dụng Necelai để thành lập một đội quân người Mông Cổ (còn được biết đến với tên gọi Tam quân) đóng tại vùng mà ngày nay là Nội Mông. Tuy nhiên, một tướng cũ khác của vị đại hãn trước đây là Shirmen lại thần phục Jorightu Khan và sau đó giết chết được Necelai.
Ajashir - vị quận công Liêu Đông cũ và là một trong những thủ lĩnh của Tam quân, đã quay về đầu hàng Jorightu Khan sau năm 1389. Năm 1392, quân Minh lại tấn công vào Mông Cổ, cướp được rất nhiều người và gia súc. Jorightu Khan rất có thể đã chết trong trận chiến này.

## Giả thuyết về Engke Khan
Có rất ít thông tin tồn tại về Engke Khan (Ân Khắc hãn) và có nhiều câu hỏi đặt ra về danh tính của Ân Khắc: một số học giả tin rằng Jorightu là Dã Tốc Điệt Nhi và Ân Khắc là con trai của Dã Tốc Điệt Nhi, người sau đó đã kế vị ông, trong khi những người khác tin rằng hai người thực chất là một. Tên của ông, "Engke Khan" có nghĩa là "Vua hòa bình" trong tiếng Mông Cổ.
Theo nhà sử học người Mông Cổ J.Bor, khả hãn Ân Khắc đã cố gắng liên minh với hoàng đế Timur của đế quốc Timurid ở Trung Á để cùng nhau đánh nhà Minh. Một sứ giả của Timur đã gặp Ân Khắc hãn để chuẩn bị mọi phương án tấn công Trung Quốc cho cuộc chinh phạt của thân chủ. Nhưng Timur đã chết trong khi ông đang hành quân đến Trung Quốc vào năm 1405.